# Бечевин, Иван Степанович
Иван Степанович Бечевин (Бичевин) (1704 — 13 декабря 1759) — русский предприниматель, иркутский купец 1-й гильдии. Исследователь островов Тихого океана.

## Биография
По данным историков, «в посадские люди он был записан в 1730 году из казаков». В 1749 году взял на откуп «питейное дело» в Илимском уезде Иркутской провинции (48 кабаков), заплатив за это казне 6236 руб. Кроме того, вёл крупные торговые дела в Кяхте с китайцами. В 1750-х годах его приказчики доставляли с Тихоокеанских островов ценный мех морских зверей. Существовавший тогда закон не позволял частным лицам сбывать пушнину китайцам, поэтому Иван Степанович продавал этот товар российским купцам, а на вырученные деньги покупал, главным образом, сукно, которое отправлял в Кяхту для обмена на китайские товары. В середине XVIII века считался самым богатым купцом Иркутска.
Организатор исследований Алеутских островов. В 1757 Иван Бечевин обратился к губернатору с предложением организовать за свой счет экспедицию 

«к полуденным и северным странам на преждеобретенные, также буде сыщутся на неизвестные земли и острова даже до Анадырского устья, ежели ж… благополучность допустит, и вкруг Чюкоцких мысов до впадающих в Северное море рек и до устья Ленского»
 На этих островах его «поверенные и работные люди» должны были промышлять «всякого зверя и птиц и другие надобные вещи». Обязуясь оплатить все расходы на экспедицию, Иван Бечевин просил оказать ему содействие: предоставить мореходов и матросов, выделить переводчика, плотника, а также выдать две пушки, порох и ядра «для осторожности и обороны в случающихся паче чаяния нападениях» сибирских аборигенов.
Получив от правительства разрешение на экспедицию, начал её подготовку. Успел полностью снарядить экспедицию и отдать приказ об её отправке.
Построенный на его средства бот «Св. Гавриил» в 1760 году вышел с Камчатки, взяв курс на восток. Плавание продолжалось в течение двух лет, «Св. Гавриил» посетил Алеутские острова и Аляску.
Промысловые экспедиции посетили новооткрытые тихоокеанские острова «в восточную сторону от Авачинской губы» (то есть к востоку от Камчатки). Посланные им зверопромысловики открыли остров Унга, крупнейший из островов Шумагина. Вследствие этого плавания на русских картах Аляски появился залив, названный именем Бечевина. Именем Бечевина названы две бухты и мыс на Алеутских островах, бухта к северо-востоку от Авачинской губы на тихоокеанском побережье полуострова Камчатка.
Меценат. На свои средства в 1759—1763 годах строил церкви в Иркутске — Тихвинская церковь (заложена в 1754), Знаменская (в 1757) и Благовещенская церковь (между 1754 и 1759).
И. С. Бечевин жил в приходе Тихвинской церкви. Дом его находился в районе современной центральной городской площади им. Кирова, бывшей Тихвинской. Похоронен был рядом с иркутской церковью Тихвинской иконы Божией Матери. Оставшееся после его смерти имущество из-за отсутствия родственников было продано с аукциона, а вырученные деньги (22 413 руб.) использованы на нужды Иркутска.